# Jamesport (Nova York)
Jamesport és una concentració de població designada pel cens dels Estats Units a l'estat de Nova York. Segons el cens del 2000 tenia 1.526 habitants.

## Demografia
Segons el cens del 2000, Jamesport tenia 1.527 habitants, 605 habitatges, i 434 famílies. La densitat de població era de 133,3 habitants per km².
Dels 605 habitatges en un 26,1% hi vivien nens de menys de 18 anys, en un 60,7% hi vivien parelles casades, en un 8,8% dones solteres, i en un 28,1% no eren unitats familiars. En el 24% dels habitatges hi vivien persones soles l'11,7% de les quals corresponia a persones de 65 anys o més que vivien soles. El nombre mitjà de persones vivint en cada habitatge era de 2,41 i el nombre mitjà de persones que vivien en cada família era de 2,88.
Per edats la població es repartia de la següent manera: un 20,6% tenia menys de 18 anys, un 5% entre 18 i 24, un 26,8% entre 25 i 44, un 27,7% de 45 a 60 i un 19,9% 65 anys o més.
L'edat mediana era de 43 anys. Per cada 100 dones de 18 o més anys hi havia 97,9 homes.
La renda mediana per habitatge era de 67.891 $ i la renda mediana per família de 80.748 $. Els homes tenien una renda mediana de 41.917 $ mentre que les dones 46.313 $. La renda per capita de la població era de 28.614 $. Entorn del 4,9% de les famílies i el 7,9% de la població estaven per davall del llindar de pobresa.